# آنجی کاستاندا
آنجی کاستاندا (انگلیسی: Angie Castañeda؛ زادهٔ ۴ فوریهٔ ۱۹۹۸) بازیکن فوتبال اهل کلمبیا نیست.
وی همچنین در تیم ملی فوتبال زنان کلمبیا بازی کرده‌است.